# Taka Isawa
Isawa Taka 石和 鷹, nom véritable 水城 顕, Mizuki Ken; 6 novembre 1933 - 22 avril 1997) est un écrivain japonais. 

## Biographie
Isawa est surtout connu comme romancier. Il est lauréat du prix Kyōka Izumi de littérature en 1989 pour Nowaki sakaba et du prix Sei Itō en 1997 pour son dernier roman Jigoku wa ittei sumikazokashi (« L'Enfer est ma propre maison »). Il  meurt la même année d'un cancer de la gorge.

## Référence
- La Littérature Japonaise - Isawa Taka

## Source de la traduction
- (de) Cet article est partiellement ou en totalité issu de l’article de Wikipédia en allemand intitulé « Isawa Taka » (voir la liste des auteurs).